# Gerhard Welz
Gerhard Welz (* 1. Februar 1945 in Frankfurt; † 6. April 2024 in Bad Wildungen) war ein deutscher Fußballtorwart.

## Karriere

### Vereine
Aus der Jugend des VfL Germania 1894, dem ältesten Fußballverein aus Frankfurt am Main, hervorgegangen, wechselte Welz zur Saison 1965/66 zu Viktoria Aschaffenburg in die 1. Amateurliga Hessen (dritthöchste Liga). Anschließend gehörte er eine Saison lang dem Kader des FC Bayern München an, ehe er für zwei Spielzeiten für den 1. FC Saarbrücken in der Regionalliga Südwest 45 Spiele im Tor bestritt. 1969 wechselte er zum Bundesliga-Absteiger 1. FC Nürnberg in die Regionalliga Süd und verhalf dem Club 1971 als Regionalligameister zur Teilnahme an der Aufstiegsrunde zur Bundesliga, in der der FCN scheiterte. In der Bundesliga aber spielte Welz in der folgenden Saison dennoch, da er beim 1. FC Köln Nachfolger des wegen des Bundesliga-Skandals gesperrten Manfred Manglitz wurde. Sein Debüt gab er am 1. Spieltag am 14. August 1971 beim 0:0-Unentschieden im Heimspiel gegen den SV Werder Bremen.
Nach 89 Einsätzen verließ er die „Geißböcke“, da er aufgrund einer schweren und langanhaltenden Verletzung, die er sich bei einem Zusammenstoßes mit Peter Hidien bei der 1:2-Heimspiel-Niederlage gegen den Hamburger SV am 2. März 1974 (24. Spieltag) zugezogen hatte, dem jungen Ersatztorwart „Toni“ Schumacher weichen musste.
Dem Zusammenstoß im Spiel, nach dem Welz kurz bewusstlos gewesen war, folgte im Training ein weiterer Unfall, als Welz mit dem Kopf gegen den Torpfosten prallte. Bei genauerer Untersuchung wurde ein Blutgerinnsel festgestellt, was eine Notoperation nach sich zog. Auch eine mögliche Karriere in der Nationalmannschaft wurde so vereitelt; Welz galt seinerzeit als einer der aussichtsreichen Kandidaten für die Position des Ersatztorhüters bei der bevorstehenden WM 1974 im eigenen Land, noch vor Wolfgang Kleff (Mönchengladbach) und Norbert Nigbur (Schalke). Nationaltrainer Helmut Schön hatte ihm diese Position vor dem verhängnisvollen Unfall, obwohl Welz bis dahin noch kein A-Länderspiel absolviert hatte, bereits zugesagt. Wieder genesen, war Welz beim 1. FC Köln, trotz großen Ehrgeizes und guter Trainingsleistungen, hinter Schumacher und Slobodan Topalović nur noch dritter Torhüter. Daher wechselte er im November 1975 zum Zweitligisten Preußen Münster. Nach zwei Spielzeiten mit durchweg guten Leistungen folgten weitere zwei beim Ligakonkurrenten Tennis Borussia Berlin. In der Saison 1979/80 gehörte er dem Bundesligisten VfB Stuttgart an, für den er lediglich bei der 0:4-Auswärtsniederlage am 8. Dezember 1979 (16. Spieltag) gegen den FC Bayern München zum Einsatz kam. Von 1980 bis 1982 spielte er für den Zweitligisten Fortuna Köln, anschließend jeweils eine Saison für Rot-Weiß Oberhausen und erneut für den VfB Stuttgart. In der Spielzeit 1984/85 lief er in der Oberliga Baden-Württemberg unter Trainer Slobodan Jovanić in neun Ligaspielen für den SV Sandhausen auf und gewann mit dem Klub die Meisterschaft, verpasste aber mit nur einem Sieg in der Aufstiegsrunde zur 2. Bundesliga den Aufstieg. In der übernächsten Spielzeit werden für ihn Einsätze in derselben Liga für die Amateurmannschaft des VfB Stuttgart notiert, ab 1987 bestritt er elf Spiele für die Spfr./DJK Freiburg in der Amateur-Oberliga Baden-Württemberg. Mit dem Klub verpasste er den Klassenerhalt in der dritthöchsten Spielklasse.
Welz absolvierte als Torwart insgesamt 90 Bundesliga- (89 für den 1. FC Köln, 1 für den VfB Stuttgart), 137 Zweitliga- (36 für Preußen Münster, 72 für Tennis Borussia Berlin, 29 für Fortuna Köln) und 83 Regionalligaspiele (45 für den 1. FC Saarbrücken, 38 für den 1. FC Nürnberg). Darüber hinaus bestritt er 16 UEFA-Pokal- und 18 DFB-Pokalspiele für den 1. FC Köln sowie vier Südwest-Pokalspiele für den 1. FC Saarbrücken.
Welz war außerdem der Torhüter, der trotz überragender Leistung im legendären Pokalfinale von 1973 gegen Borussia Mönchengladbach in Düsseldorf Netzers Sieg- und Jahrhunderttor in der Verlängerung zum 1:2 hinnehmen musste.

### Nationalmannschaft
Welz trug dreimal das Trikot der Nationalmannschaft, einmal für die B- und zweimal für die U-23-Auswahl. Sein Debüt gab er am 14. November 1972 in Winterthur beim 3:1-Sieg über die B-Auswahl der Schweiz. Am 27. März bzw. 8. Mai 1973 stand er in Duisburg bzw. Randers beim 5:1- bzw. 2:0-Sieg über die U-23-Auswahl der USA bzw. Dänemarks im Tor.

## Erfolge
- Zweiter der Meisterschaft 1972/73 (mit dem 1. FC Köln)
- DFB-Pokal-Finalist 1973 (mit dem 1. FC Köln)

## Sonstiges
Nach Beendigung seiner Laufbahn als Fußballprofi war Welz eine Zeitlang Co-Trainer bei den Stuttgarter Kickers sowie Manager beim FC Hessen Kassel.
Er lebte in Reinhardshausen, einem Ortsteil von Bad Wildungen, in dem er mit seiner Frau ein Bistro betrieb.
Gerhard Welz starb am 6. April 2024 im Alter von 79 Jahren.